# Kylie's Remixes Volume 1
Kylie's Remixes Volume 1 är ett remixalbum av den australiska sångerskan Kylie Minogue, som släpptes i Japan den 16 mars 1989. Albumet släpptes senare 1993 i Australien och sedan återutges 1998.

## Låtlista
| Nr | Titel                                           | Längd |
| -- | ----------------------------------------------- | ----- |
| 1. | I Should Be So Lucky (The Bicentennial Remix)   | 6:12  |
| 2. | Got to Be Certain (The Extra Beat Boys Remix)   | 6:52  |
| 3. | The Loco-Motion (The Sankie Remix)              | 6:36  |
| 4. | Je Ne Sais Pas Pourquoi (Moi Non Plus Mix)      | 5:55  |
| 5. | Turn It into Love                               | 3:37  |
| 6. | It's No Secret (Extended version)               | 5:49  |
| 7. | Je Ne Sais Pas Pourquoi (The Revolutionary Mix) | 7:16  |
| 8. | I Should Be So Lucky (New Remix)                | 5:33  |
| 9. | Made in Heaven (Made in England Mix)            | 6:19  |

## Listplaceringar
| Lista (1989)   | Topplacering |
| -------------- | ------------ |
| Japan (Oricon) | 13           |